# Munten verzamelen

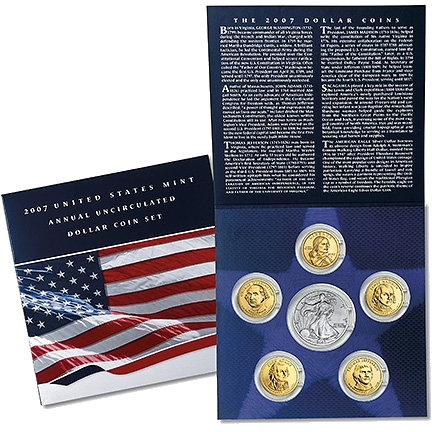
Een set munten uit de Verenigde Staten.

Munten verzamelen is het verzamelen van munten of andere vormen van aangemunte wettige betaalmiddelen. 
Munten waar verzamelaars vaak in geïnteresseerd zijn zijn degenen die maar voor korte tijd in de circulatie geweest zijn, munten met een misslag en munten met een bijzonder mooi uiterlijk of die van historische waarde zijn. Munten verzamelen verschilt van numismatiek, omdat numismatiek de systematische studie naar valuta is. Hoewel deze twee gebieden aan elkaar verwant zijn, zijn ze niet per se hetzelfde. Een numismaticus hoeft niet per se een munten verzamelaar te zijn en een munten verzamelaar hoeft niet per se een numismaticus te zijn.  

## Geschiedenis

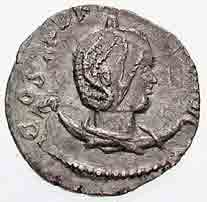
Een munt uit het Oude Rome met daarop Sulpicia Dryantilla.

Mensen verzamelen al munten voor hun intrinsieke waarde voor zo lang munten al geslagen worden, hoewel het verzamelen van munten voor hun artistieke waarde een latere ontwikkeling was. Bewijs uit archeologische en geschreven historische bronnen uit het oude Rome en middeleeuws Mesopotamië geeft aan dat munten werden verzameld en gecategoriseerd door voornamelijk geleerden. Het is waarschijnlijk ook zo dat individuele burgers oude of exotische munten of herdenkingsmunten verzamelden als een betaalbare, draagbare vorm van kunst. Volgens Suetonius in zijn De vita Caesarum (De levens van de twaalf Caesars), geschreven in de eerste eeuw na Christus, liet de keizer Augustus soms oude en exotische munten aan zijn vrienden en hovelingen zien tijdens feesten of andere speciale gelegenheden. 
Het verzamelen van herdenkingsmunten en het waarderen ervan begon rond de veertiende eeuw. Tijdens de renaissance werd het een rage onder sommigen van de bevoorrechte klassen, voornamelijk koningen en koninginnen. De Italiaans dichter en geleerde Petrarca wordt vaak gezien als de eerste en meest beroemde liefhebber van het verzamelen van munten. Vele Europese koningen, prinsen en andere edelen volgde hem op en hielden collecties van oude munten. Sommige belangrijke verzamelaars waren paus Bonifatius VIII, keizer Maximiliaan I van het Heilige Roomse Rijk, Lodewijk XIV van Frankrijk, keizer Ferdinand I, Hendrik IV van Frankrijk en Joachim II Hector van Brandenburg, die het muntenkabinet oprichtte in Berlijn. Mogelijk omdat alleen de erg rijken de hobby konden betalen, werd tijdens de Renaissance het verzamelen van munten bekend als de "hobby der koningen."
Tijdens de zeventiende en achttiende eeuw bleef het verzamelen van munten een hobby onder de welgestelden. Maar logischerwijs leidde het verlichte denken tot een meer systematische toenadering tot het bestuderen van dingen. Numismatiek als een academische discipline ontstond in deze eeuwen op hetzelfde moment als dat het verzamelen van munten een vrijetijdshobby werd in de groeiende middenklasse, gretig om hun rijkdom en wereldwijsheid te tonen. Tijdens de negentiende en twintigste eeuw werd het verzamelen van munten populairder. De markt voor munten breidde uit naar niet alleen antieke munten, maar ook buitenlandse of andere exotische valuta. Muntenshows, handelsassociaties en regelgevende instanties ontstonden tijdens deze decennia. De eerste internationale conventie voor muntenverzamelaars werd gehouden van 15 tot 18 augustus 1962, in Detroit en werd gesponsord door de American Numismatic Association en de Royal Canadian Numismatic Association. De opkomst werd geschat op 40.000 mensen. Als een van het oudste en meest populaire tijdverdrijf wordt er tegenwoordig vaak naar munten verzamelen verwezen als de "koning der hobby's".

## Verzamelgebieden
Omdat collecties vaak te groot worden kiezen sommige verzamelaars ervoor hun collectie uit te breiden rondom een bepaald thema. Populaire verzamelgebieden voor munten zijn het eigen land en soms de daarbij behorende koloniën:
- Nederland met de Nederlandse Antillen, Nederlands-Indië en Suriname.
- België met Belgisch-Congo

Klassieke munten:
- Lydische munten
- Griekse munten uit de klassieke tijd
- Griekse munten van Alexander de Grote en zijn opvolgers
- Romeinse republiek
- Romeinse keizers
- Romeinse keizermunten uit de Griekse gebieden
- Ostrogotische munten
- Byzantijnse munten
- Keltische munten
- Barbaarse imitaties
- Chinese munten
- Indische munten
- Perzische munten
- Bijbelse munten (Judeamunten)
- Vroege islam-munten
- Vroege middeleeuwen
- Hoge middeleeuwen
- Kruisvaardersmunten
- Brakteaten

Munten op type zoals:
- Koningen en keizers
- Christendom
- Guldens
- Schepen
- Ruimtevaart
- Natuur en dieren
- Buitenlandse munten (euro's)

Er kan nog verdere verfijning in worden aangebracht, bijvoorbeeld op type, op munthuis, op taal (Nederlandse, Belgische en Zuid-Afrikaanse munten met Nederlandse tekst erop geslagen), op jaartal en de definitie kan worden beperkt, bijvoorbeeld alleen circulatiemunten, misslagen, noodmunten/belegeringsmunten of PROOF-munten.
Of alleen een bepaalde periode:
- vroege middeleeuwen (500-1000 - Friese periode)
- late middeleeuwen (1200 t/m 1500 - Bourgondische periode),
- provinciale munten 1550-1800
- koninkrijk guldenmunten 1810-2001
- Tweede Wereldoorlog (1939 t/m 1945)
- het geboortejaar van de verzamelaar

Of gericht op een bepaald muntmetaal, bijvoorbeeld goud , zilver, brons of koper.
- Canadese Maple Leaf-munten
- Nederlandse gouden tientjes
- Afrikaanse Krugerranden
- Amerikaanse Golden Eagles
- Nederlandse duiten
- Nederlandse zilveren dubbeltjes
- Nederlandse zilveren tientjes
- Nederlandse zilveren vijftigjes
- 'Silver crowns', ofwel internationale zilveren munten met een diameter van circa 38 mm (in Nederland: rijksdaalders van vóór de Tweede Wereldoorlog

Het verzamelgebied is heel belangrijk voor het plezier wat de verzamelaar aan zijn hobby heeft. Het aantal mogelijkheden is bijzonder groot, wat de kans vergroot dat er voor iedere interesse een goed verzamelgebied te vinden is.